# مصطبة الظاهر

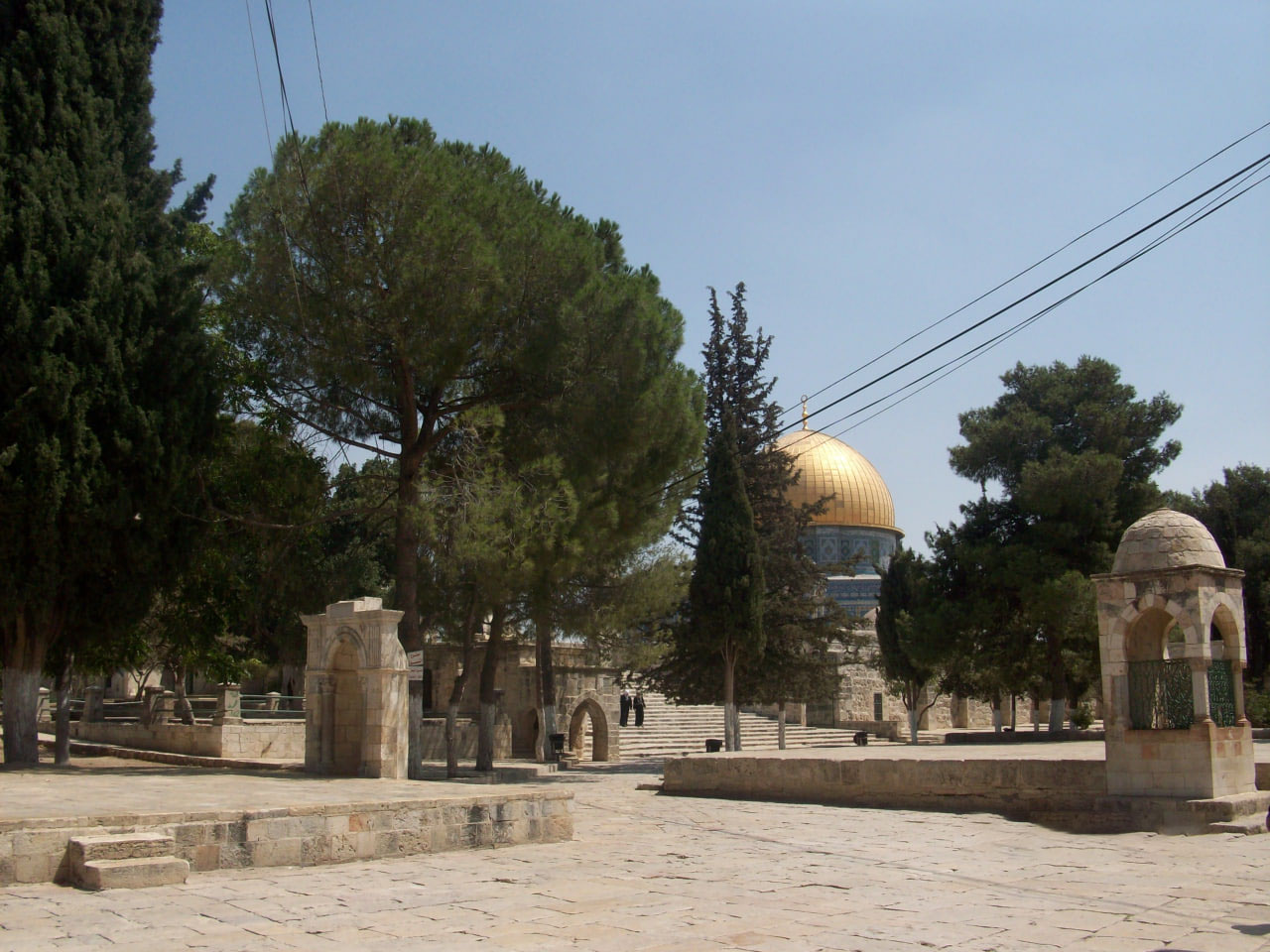
مصاطب المسجد الأقصى

تعتبر مصطبة الظاهر إحدى المصاطب البارزة والمميزة في رحاب المسجد الأقصى المبارك، وهي تنتمي إلى الفترة المملوكية. تقع هذه المصطبة الواسعة في الجزء الشمالي الغربي من ساحات المسجد الأقصى. يعود تاريخ تجديد بنائها وتعمير محرابها إلى عام 795 هـ الموافق 1392 م، وقد تم ذلك على يد الأمير بلوي الظاهري، وإليه نُسبت المصطبة فدعيت باسم "مصطبة الظاهر".

### الدور الديني و التعليمي
تُعد المصاطب من العناصر المعمارية المهمة في ساحات المسجد الأقصى المبارك، وتؤدي وظائف متعددة، يأتي في مقدمتها الجلوس والتأمل، وعقد حلقات العلم والذكر، بالإضافة إلى استخدامها كمواقع للصلاة، لاسيما في أيام الصيف الحارة، حيث توفر بعض الظلال أو الارتفاعات المناسبة. كما يشير وجود المحاريب الصغيرة في عدد من هذه المصاطب إلى دورها كمصليات مخصصة، سواء لأداء الصلوات الفردية أو لإقامة جماعات صغيرة، مما يعكس مرونتها في تلبية احتياجات المصلين والدارسين في رحاب الأقصى.

### الدور الاجتماعي
شكلت المصاطب أماكن تجمع للمصلين والزوار للراحة والتعبد والتواصل الاجتماعي داخل ساحات المسجد.

### الدور المعماري
تُعد المصاطب من أبرز العناصر المعمارية التي تُميز الساحات المفتوحة في المسجد الأقصى المبارك، حيث صُممت على شكل منصات حجرية مستوية ترتفع قليلاً عن مستوى الأرض المحيطة بها. يُسهم هذا الارتفاع في تنظيم حركة الزوّار داخل الساحات، كما يوفّر أماكن مريحة للجلوس، سواء للراحة أو لحلقات الذكر والعلم. وقد أُنشئت العديد من هذه المصاطب باستخدام الحجارة المحلية، وزُوّدت بعضُها بمحاريب صغيرة تشير إلى استخدامها لأداء الصلوات الفردية أو الجماعية، مما يضفي عليها قيمة معمارية ووظيفية مزدوجة تعكس الطابع الروحي والعلمي للمكان.

### الأهمية التاريخية
يُظهر تاريخ بناء المصاطب المنتشرة في ساحات المسجد الأقصى المبارك امتدادًا زمنيًا غنيًا، حيث تعود أصول العديد منها إلى العهدين المملوكي والعثماني، ما يجعلها شواهد مادية حية على تطور العمارة الإسلامية واستمرارية النشاط الديني والتعليمي في هذا الحرم الشريف. وتشير السجلات التاريخية إلى مصاطب مملوكية مثل مصطبة الظاهر التي أُنشئت عام 795 هـ / 1392 م، وأخرى عثمانية مثل مصطبة سبيل سليمان المشيدة عام 943 هـ / 1536 م، ومصطبة علي باشا التي تعود لعام 1047 هـ / 1637 م. تعكس هذه التواريخ مدى الاهتمام المتواصل بتوفير فضاءات مخصصة للجلوس والعبادة والتدريس في باحات الأقصى، بما ينسجم مع طبيعته كمركز ديني وعلمي عبر العصور.